# 卢阿 (匈人君主)
卢阿（Rua，390年之前—434年），又作鲁吉拉（Rugila）、路加（Ruga），是一位匈人君主，其具体统治年份不详，统治时期大约开始于420年左右， ，鲁吉拉与其前任君主查拉通的关系不详，他是阿提拉的伯伯，在位期間統一了匈人各部落，曾多次率军击败罗马帝国。
早期，鲁吉拉曾与兄弟奥克塔共治，正如后来他们的侄子阿提拉和布列達一样，奥克塔死后，鲁吉拉兼并了他的部众，並于420年鲁吉拉宣布自己为匈人的唯一君主，当时罗马官员埃提乌斯失去了官职和财产，逃到了鲁吉拉的领地之内，在鲁吉拉的帮助下，埃提乌斯恢复了官职，后来，一些被鲁吉拉征服的部族逃入拜占庭帝国境内，鲁吉拉要求他们投降，否则将会前去征讨，但被拒绝了。
在421年（或422年）和434年，鲁吉拉两次入侵色雷斯，第一次战争迫使拜占庭在接下来的十五年时间里每年向匈人赔款350磅黄金，434年，鲁吉拉得大量驻扎巴尔干半岛拜占庭军队被调去防御迦太基的汪达尔人，鲁吉拉便兴兵攻打巴尔干，但其间鲁吉拉突然死去，根据狄奥多勒的说法，鲁吉拉被闪电击中而死亡。
鲁吉拉死后，其弟蒙杜克的儿子阿提拉和布列达成为共治国王。

## 家庭
- 父：
  - 烏爾丁
- 兄弟：
  - 奥克塔
  - 蒙杜克
- 侄子：
  - 阿提拉
  - 布列达
- 侄孫：
  - 鄧吉西克
  - 艾拉克
  - 厄爾納克